# Mistrovství Evropy ve vodním pólu 2022
Mistrovství Evropy ve vodním pólu za rok 2022 proběhlo ve Splitu, Chorvatsko ve dnech 27. srpna až 10. září 2022.

## Česká stopa
Mužská a ženská reprezentace se na letošní mistrovství Evropy nekvalifikovala. 

## Medailisté
| Muži | Zlato | Stříbro | Bronz |
| ---- | --- | --- | --- |
| Tým  | Chorvatsko (CRO) (Marko Bijač, Rino Burić, Loren Fatović, Ivan Krapić, Franko Lazić, Luka Bukić, Filip Kržić, Marko Žuvela, Jerko Marinić Kragić, Josip Vrlić, Andrija Bašić, Konstantin Kharkov, Toni Popadić, Matias Biljaka, Ivan Domagoj Zović)  | Maďarsko (HUN) (Márton Lévai, Dániel Angyal, Krisztián Manhercz, Viktor Vadovics, Ádám Nagy, Erik Molnár, Gergő Zalánki, Gergely Burián, Toni Josef Német, Gergő Fekete, Szilárd Jansik, Vendel Vigvári, Soma Vogel, György Ágh, Ákos Konarik) | Španělsko (ESP) (Unai Aguirre, Alberto Munárriz, Álvaro Granados, Nikolas Paul García, Fran Valera, Marc Larumbe, Martín Famera, Sergi Cabañas, Roger Tahull, Bernat Sanahuja, Alberto Barroso, Alejandro Bustos, Eduardo Lorrio, Miguel de Toro, Felipe Perrone)                                                                   |
| Ženy | Zlato | Stříbro | Bronz |
| Tým  | Španělsko (ESP) (Anna Esparová, Cristina Noguéová, Paula Pratsová, Bea Ortizová, Nona Pérezová, Irene Gonzálezová, Elena Ruizová, Pili Peñaová, Judith Forcaová, Paula Camúsová, Maica Garcíaová, Paula Leitónová, Martina Terréová, Laura Esterová) | Řecko (GRE) (Joanna Stamatopulosová, Eleftheria Plevritisová, Joanna Chydiriotisová, Eleni Elliniadisová, Margarita Plevritisová, Eleni Xenakisová, Eirini Ninisová, Maria Patrasová, Foteini Trichasová, Vasiliki Plevritisová, Athina-Dimitra Jannopulosová, Maria Myriokefalitakisová, Eleni Sotirelisová, Stefania Santasová, Christina Siutisová) | Itálie (ITA) (Giuseppina Condorelliová, Chiara Tabaniová, Agnese Cocchiereová, Silvia Avegnová, Sofia Giustiniová, Dafne Bettiniová, Domitilla Picozziová, Roberta Bianconiová, Valeria Palmieriová, Claudia Marlettaová, Luna Di Claudiová, Giulia Viacavaová, Caterina Banchelliová, Giuditta Galardiová, Lucrezia Lys Cergolová) |

pozn. Dva hráči ze sestav byli nehrajícími náhradníky tj. náhradníci na tribuně, nebo necestujující náhradníci připraveni na telefonu dorazit v případě zranění.